# Geleitzug RA 64

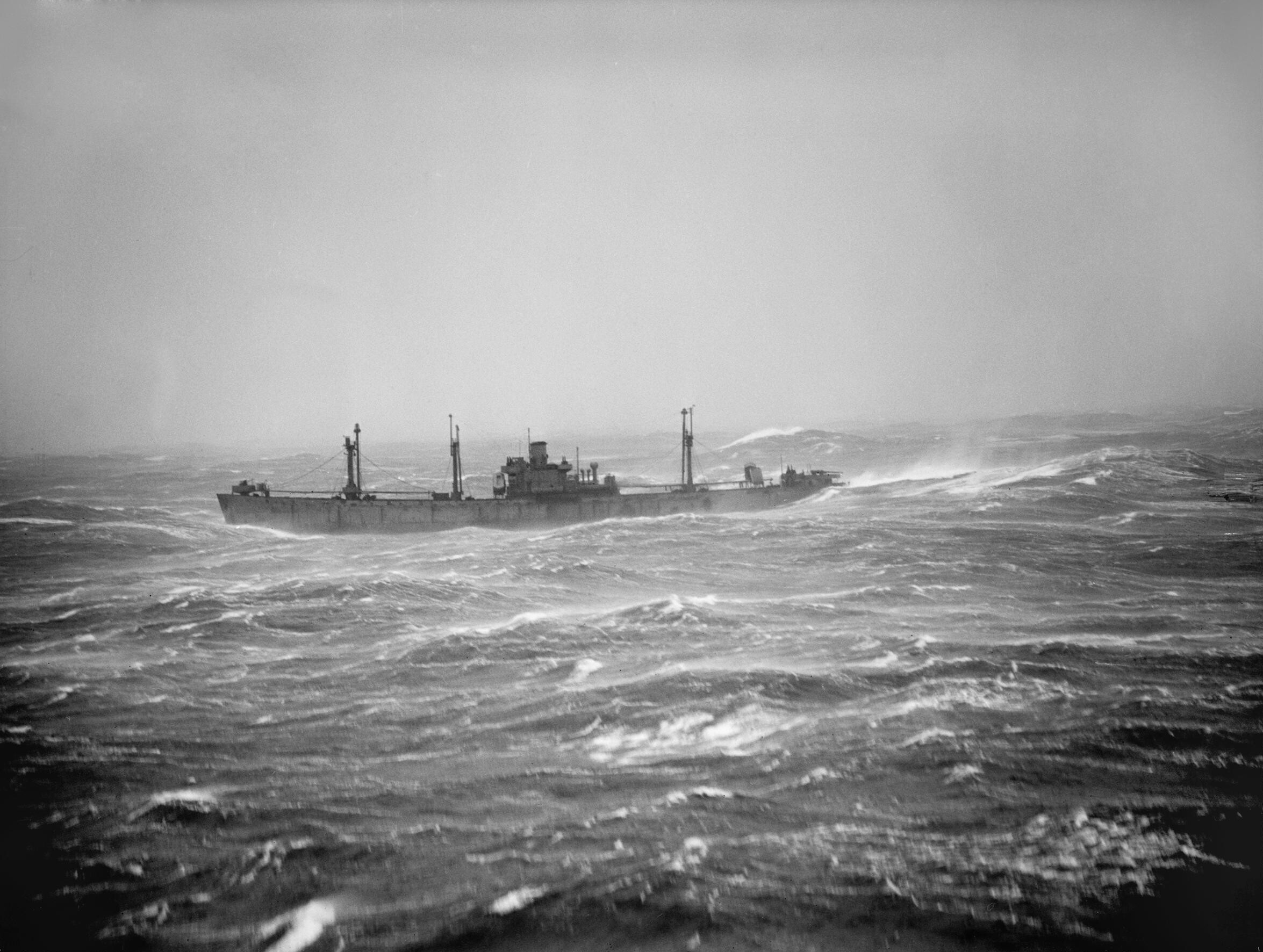
Frachter des RA 64 …

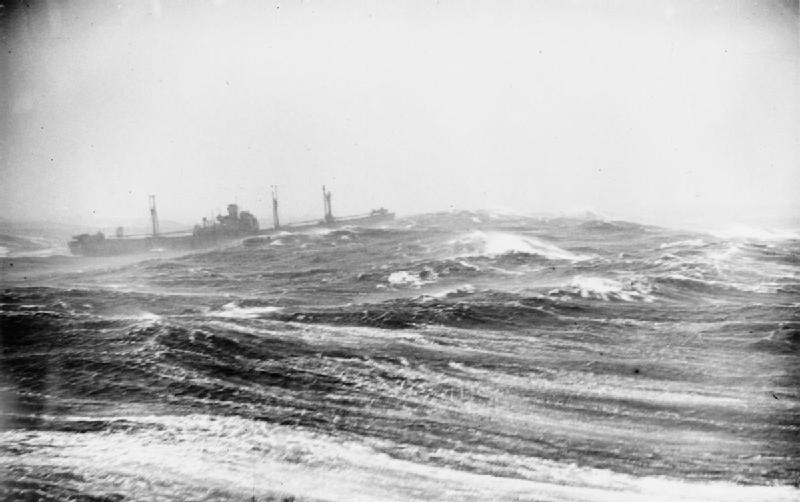
… in schwerer See

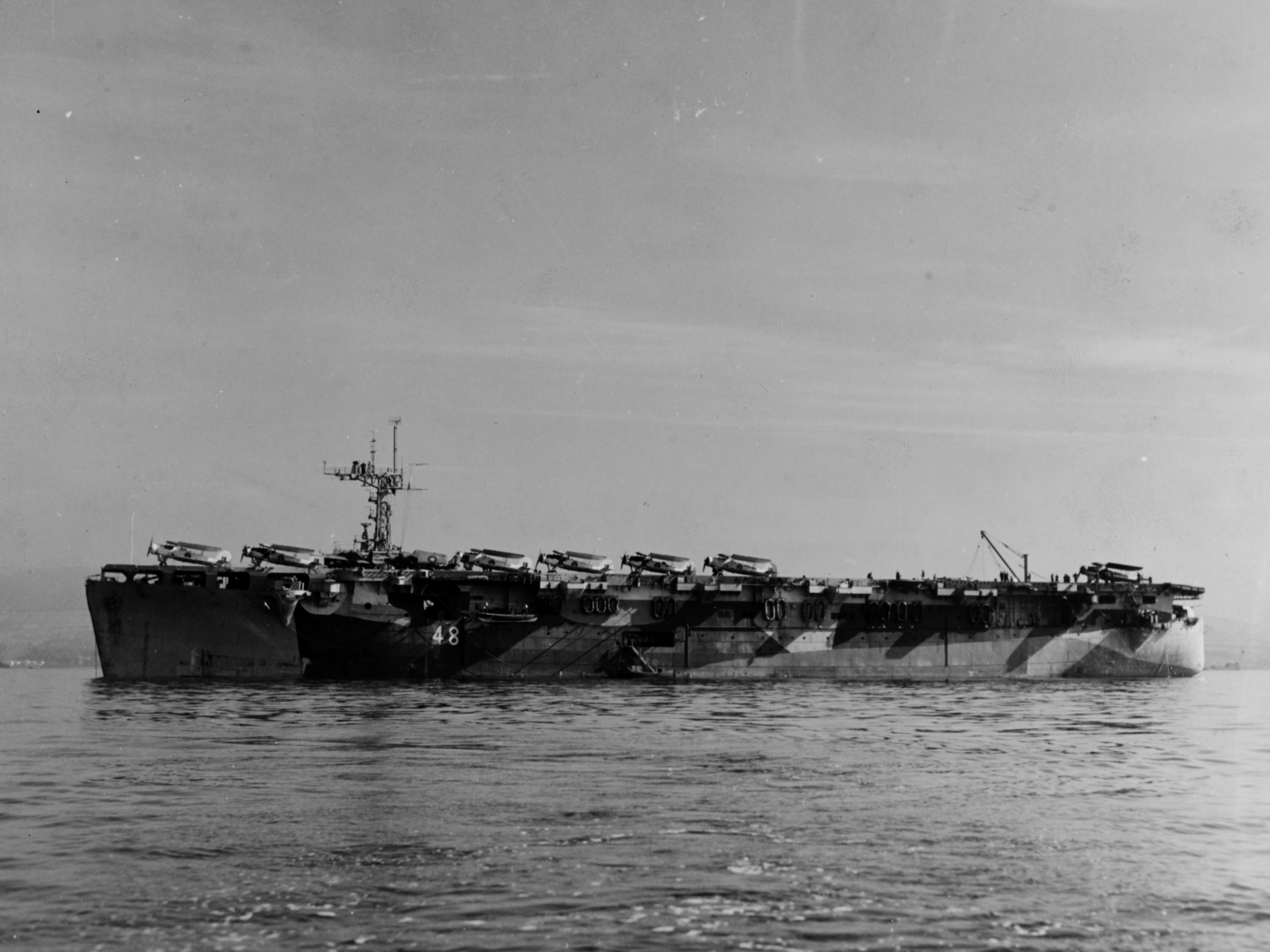
Die Geleitträger HMS Campania und …

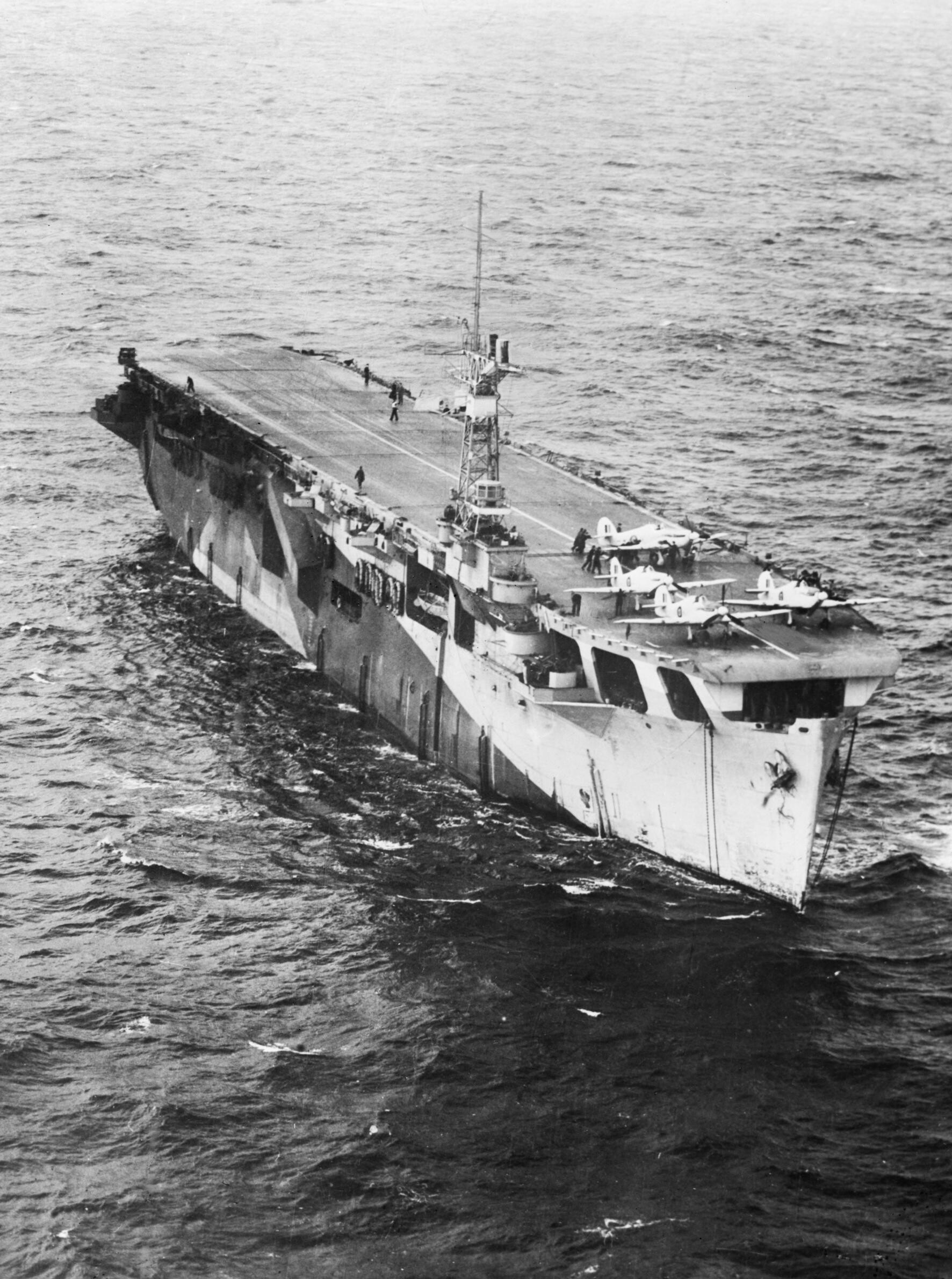
… HMS Nairana sicherten mit ihren Flugzeugen das Geleit

Der Geleitzug RA 64 war ein alliierter Nordmeergeleitzug, der im Februar 1945 im sowjetischen Murmansk zusammengestellt wurde und weitestgehend ohne Ladung ins schottische Loch Ewe fuhr. Die Alliierten verloren durch U-Boote und Flugzeuge zwei Frachter mit 14.353 BRT und zwei Geleitfahrzeuge, während auf deutscher Seite sechs Flugzeuge verlorengingen.

## Zusammensetzung und Sicherung
Der Geleitzug RA 64 setzte sich aus 33 Frachtschiffen zusammen. Am 17. Februar 1945 verließen sie die Murmansk vorgelagerte Kola-Bucht (Lage) in Richtung Loch Ewe (Lage). Kommodore des Konvois des Konvois war Captain E. Ullring, der sich auf der Samaritan eingeschifft hatte. Die Sicherung übernahmen der britische Kreuzer Bellona, die britischen Geleitträger Campania und Nairana, die britischen Zerstörer Onslow, Onslaught, Opportune, Orwell, Serapis, Zambesi, Zealous, Zest, Whitehall und der kanadische Zerstörer Sioux, die britischen Sloops Cygnet, Lapwing und Lark, die britischen Korvetten Alnwick Castle, Bamborough Castle, Bluebell und Rhododendron. Vom 25. bis 27. Februar unterstützten die britischen Zerstörer Myngs, Cavalier und Scorpion, vom 26. bis 27. Februar die Zebra die Geleitsicherung.
| Name                  | Typ      | Flagge                 | Vermessung in BRT | Verbleib                                   |
| --------------------- | -------- | ---------------------- | ----------------- | ------------------------------------------ |
| Alanson B Houghton    | Frachter | Vereinigte Staaten     | 7176              |                                            |
| Benjamin H Hill       | Frachter | Vereinigte Staaten     | 7198              |                                            |
| Black Ranger          | Frachter | Vereinigtes Königreich | 3417              |                                            |
| British Promise       | Frachter | Vereinigtes Königreich | 8443              |                                            |
| Caesar Rodney         | Frachter | Vereinigte Staaten     | 7191              |                                            |
| Charles M Schwab II   | Frachter | Vereinigte Staaten     | 7191              |                                            |
| Charles Scribner      | Frachter | Vereinigte Staaten     | 7167              |                                            |
| Crosby S Noyes        | Frachter | Vereinigte Staaten     | 7176              |                                            |
| Edmund Fannig         | Frachter | Vereinigte Staaten     | 7176              |                                            |
| Empire Archer         | Frachter | Vereinigtes Königreich | 7031              |                                            |
| Empire Celia          | Frachter | Vereinigtes Königreich | 7025              |                                            |
| Francis C Harrington  | Frachter | Vereinigte Staaten     | 7176              |                                            |
| George H Pendlton     | Frachter | Vereinigte Staaten     | 7176              |                                            |
| Henry Bacon           | Frachter | Vereinigte Staaten     | 7177              | am 23. Februar durch KG 26 versenkt (Lage) |
| Henry Villard         | Frachter | Vereinigte Staaten     | 7176              |                                            |
| Henry Wynkoop         | Frachter | Vereinigte Staaten     | 7176              |                                            |
| Idefjord              | Frachter | Norwegen               | 4287              |                                            |
| J D Yaeger            | Frachter | Vereinigte Staaten     | 7247              |                                            |
| James Kerny           | Frachter | Vereinigte Staaten     | 7210              |                                            |
| John A Quitman        | Frachter | Vereinigte Staaten     | 7176              |                                            |
| John Ireland          | Frachter | Vereinigte Staaten     | 7247              |                                            |
| John La Farge         | Frachter | Vereinigte Staaten     | 7167              |                                            |
| Jose Marti            | Frachter | Vereinigte Staaten     | 7176              |                                            |
| Joshua W Alexander    | Frachter | Vereinigte Staaten     | 7176              |                                            |
| Lebaron Russel Briggs | Frachter | Vereinigte Staaten     | 7176              |                                            |
| Nacella               | Frachter | Vereinigtes Königreich | 8196              |                                            |
| Paul H Haarwood       | Frachter | Vereinigte Staaten     | 6610              |                                            |
| Philip F Thomas       | Frachter | Vereinigte Staaten     | 7176              |                                            |
| R Ney McNeely         | Frachter | Vereinigte Staaten     | 7198              |                                            |
| Samaritan             | Frachter | Vereinigtes Königreich | 7219              |                                            |
| Silas Weir Mitchel    | Frachter | Vereinigte Staaten     | 7176              |                                            |
| Thomas Scott          | Frachter | Vereinigte Staaten     | 7176              | am 17. Februar durch U 986 versenkt (Lage) |
| Warren Delano         | Frachter | Vereinigte Staaten     | 7210              |                                            |

## Verlauf
Am 17. Februar 1945 – noch während der Geleitzug zusammengestellt wurde – griff U 968 die Sloop Lark (Lage) an und erzielte einen Torpedotreffer. Schwer getroffen wurde sie in der Kola-Bucht auf Grund gesetzt und später zum Totalverlust erklärt. Bei einem weiteren Angriff traf U 968 den Frachter Thomas Scott (7176 BRT), der am Haken des Zerstörers Schestki und eines Schleppers sank. Ebenfalls noch am 17. Februar torpedierte U 711 die Korvette Bluebell (Lage), die so schnell sank, dass nur ein Mann gerettet werden konnte. Am 18. Februar verloren die U-Boote den Kontakt zum Geleitzug. Daraufhin wurden U 286, U 711, U 716, U 307, U 968 und U 992 in der Bärenenge platziert, nahmen ihn aber nicht mehr auf. Am 20. Februar erfasste die deutsche Luftaufklärung den Konvoi erneut. Daraufhin starteten 40 Junkers Ju 88-Torpedoflugzeuge des Kampfgeschwaders 26 von Trondheim (Lage) aus und griffen an. Trotz des Verlustes von sechs Flugzeugen erreichten sie nichts. Die inzwischen herangeführten U-Boote kamen ebenfalls nicht in Schussposition. Bei einem weiteren Angriff versenkte die 8. Staffel des Kampfgeschwaders 26 am 23. Februar den Nachzügler Henry Bacon (7177 BRT), das letzte von deutschen Flugzeugen im Zweiten Weltkrieg versenkte Schiff. Am 28. Februar erreichte der Geleitzug das schottische Loch Ewe. Er verlor zwei Frachter mit insgesamt 14.353 BRT und zwei Geleitfahrzeuge.